# Col de Mon Repos
Le col de Mon Repos est un col du massif des Vosges situé à 513 m d'altitude.

## Situation
Le col permet la liaison entre la vallée de la Valdange et la  vallée de la Mortagne, rivières toutes deux affluentes de la Meurthe. Il se situe entre le massif du Haut Jacques (au sud-est) et le massif du Haut du Bois (au nord-ouest). Le col se trouve entre les territoires de la commune d’Autrey, dont il constitue la pointe orientale, et de La Bourgonce.

## Accès
Le col est accessible par la route départementale 7 et par quelques routes forestières.

## Histoire
C'est par ce col, le 6 octobre 1870, qu'ont reflué vers Bruyères les régiments français défaits par les troupes badoises lors la bataille de Nompatelize.

## Patrimoine
À deux cents mètres du col, en son versant nord, se dresse une chapelle au milieu des bois dédiée à Notre-Dame de Mon Repos.

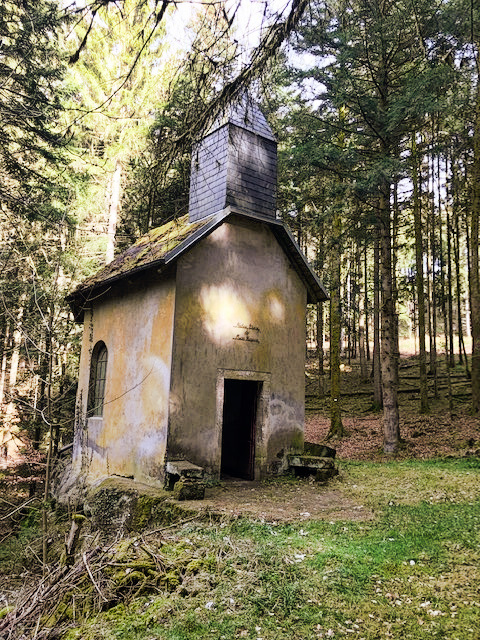
Chapelle Notre-Dame de Mon Repos